# Untitled Griffin Family History
Untitled Griffin Family History (titulado La historia sin título de la familia Griffin en España y La historia de la familia Griffin en Hispanoamérica) es el vigesimoséptimo episodio de la cuarta temporada de la serie Padre de familia emitido el 14 de mayo de 2006 a través de FOX.
El episodio está escrito por John Viener y dirigido por Zac Moncrief y contó con la participación de Lori Alan, Chris Sheridan y Joey Slotnick entre otros. Las críticas fueron en su mayoría negativas, en cuanto a la cuota de pantalla Nielsen, el programa fue visto por 8,03 millones de televidentes. A pesar de las críticas, el guionista John Viener fue nominado a un Premio Annie a la Mejor Producción Animada Televisiva.
La trama empieza cuando unos ladrones irrumpen en la casa de los Griffin, los cuales se resguardan en su habitación del pánico. Al no haber escapatoria, Peter le cuenta a su familia los orígenes de la familia para entretener a los suyos.

## Argumento
Tras escuchar Lois unos extraños ruidos procedentes del recibidor, descubre que unos ladrones han irrumpido en casa y junto a Peter y su familia se refugian en una habitación del pánico que este había construido por si surgía alguna emergencia. En la propia cámara ven a los vándalos a través de cámaras ocultas, sin embargo carece de teléfono con el que llamar a la policía ni pomo para abrir la puerta desde dentro, por lo que al quedar atrapados, Peter decide contar varias historias relacionadas con su familia para distraerles.
El patriarca empieza a relatar desde el comienzo del big bang hasta la era del paleolítico en el que uno de los antepasados de Peter inventa la rueda y trata de venderla sin éxito, pasando también por una parodia de Moises en la que con las tablas de la ley consigue liberar a los israelitas del yugo del Faraón. Tras interrumpir la historia, Lois se percata de que no hay comida en el lugar, por lo que fuerzan a Meg a colarse por el conducto de ventilación para traer víveres, sin embargo, los ladrones la atrapan cuando Peter usa el megafono. No obstante, a Peter esto le recuerda la historia de su antepasado Nate Griffin, el cual residía tranquilamente en la Quahogswana hasta que fue capturado por una versión blanca de Cleveland Brown para ser vendido como esclavo en una plantación propiedad de los antepasados de la familia Pewterschmidt donde conoce y se enamora de la hija del patrón con la que mantiene una relación en secreto hasta que años más tarde son descubiertos por Pewterschmidt viéndose obligados a huir al norte donde Griffin fundó el departamento de tráfico para vengarse de los crímenes cometidos por los blancos.
Sin embargo Lois está preocupada por lo que le puedan hacer a Meg, la cual empieza a seducir a uno de los ladrones para que se "aprovechen de ella" para pesar de los delincuentes que empiezan a sentirse intimidados. Mientras, Peter saca una pistola de bengalas que al dispararse accidentalmente, provoca que la señal antiincendios se active y el compartimiento empiece a inundarse. Aun así continua con el repaso familiar y les detalla la vida del actor de cine mudo de los años 20: Willie "Ojo Morado" Griffin, el cual tuvo una carrera de éxitos hasta la llegada del cine sonoro ya que su nerviosismo y su voz hacían recordar a las actuaciones de Bobcat Goldthwait. La siguiente historia trata sobre la relación de Adolf Hitler con su sobrino Peter, el cual resulta ser una molestia incluso para sus pretensiones nacionalistas.
Finalmente, Peter da por concluida la historia de sus antepasados y tras admitir que está a punto de fallecer ahogado, le confiesa a su familia un secreto: jamás le gustó El Padrino empezando así una discusión acalorada con su familia a pesar de estar a punto de morir hasta que en el último momento, Joe y la policía (alertados por los propios ladrones) abren las compuertas. No obstante, no todo son buenas noticias para los Griffin, ya que Swanson declara que los ladrones van a presentar cargos de acoso sexual contra Meg, mientras que Lois y Peter no parecen darle importancia al estar "ocupados" en agradecer a su marido lo que ha hecho por la familia.

## Producción

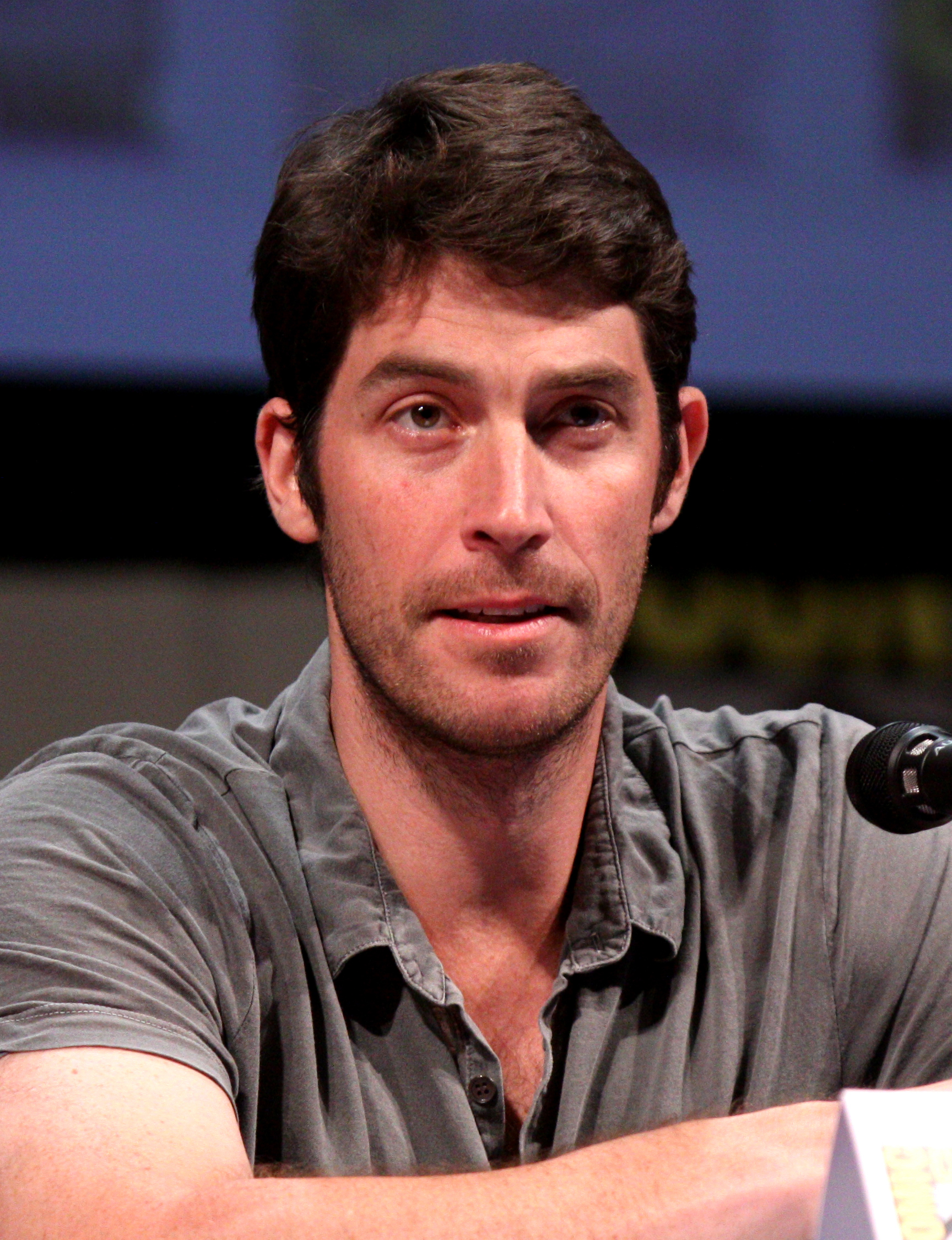
John Viener en la Comic Con 2011 de San Diego.

El episodio fue escrito por John Viener y dirigido por Zac Moncrief. Como artistas invitados, colaboraron los actores Lori Alan, Chris Sheridan, Joey Slotnick, Danny Smith y Phil LaMarr. En comparación con el borrador original, hubo bastantes cambios: la creación del universo por Dios como posible hipótesis del origen del big bang mediante un mechero y una flatulencia fue recortada junto al comentario de la deidad: "Ves como huele?". Tampoco se mostró la escena en la que los Griffin eran representados como dinosaurios aunque sí fue incluida en el DVD. En un principio iba haber un gag sobre Michael Jackson que fue desechado y trasladado a otro episodio por cuestiones de tiempo. En el mismo borrador, Brian (en la escena de Nate Griffin) avisaba a Nate (i.e Peter) de los peligros del bosque a causa de los cazadores de esclavos, la escena en sí era más larga, puesto que además de hablar de los campeonatos de béisbol le hablaba de las audiencias de las competiciones de automovilismo, sin embargo parte de la escena fue recortada por razones que se desconocen. MacFarlane alabó la secuencia de animación del caballo desbocado por la habitación de Lois como "una obra maestra".
Los productores decidieron suprimir una escena que trataba de un chiste sobre una violación después de que Carter descubriese a su hija con su familia secreta en la plantación sureña, aunque en esta ocasión no tuvo nada que ver las políticas de la cadena sino de mutuo acuerdo entre el equipo técnico. La duración del episodio también tuvo que ver con la escena de Willie "Ojo Morado" Griffin en la que fallecía apuñalado en una partida de cartas, también eliminada. La escena del final en la que los Griffin discuten sobre la calidad del El Padrino estuvo inspirada en una discusión que tuvo lugar en la sala de guionistas, puesto que MacFarlane prefería The 'Burbs y The Money Pit, ambas protagonizadas por Tom Hanks y con malas críticas. La escena de Hitler hablando con su mujer también fue eliminada por razones de tiempo.